# آنا بافلوفا (فلم)
آنا بافلوفا (الروسية: Анна Павлова) هو فيلم دراما وسيرة ذاتية سوفيتي إنجليزي، انتج عام 1983. ويجسد الفيلم قصة حياة راقصة الباليه الروسية آنا بافلوفا، وهو من إخراج وكتابة إميل لوتينو، وبطولة غالينا بيلييفا وجيمس فوكس وسيرجي شاكوروف. ويوضح الفيلم شغف بافلوفا بفن الباليه، وتعاونها مع كبار مصححي رقص الباليه أمثال مايكل فوكين وفاسلاف نغينسكاي وسيرجي دياغيليف.
الفيلم من إنتاج مشترك بين الاتحاد السوفيتي وبريطانيا، وقام المخرج البريطاني مايكل باول بانتاج الفيلم، كما قام الممثل الأمريكي مارتن سكورسيزي بدور الكاميو.

## قائمة الممثلين
- غالينا بيلييفا بدور آنا بافلوفا.
- سيرجي دياغيليف بدور مايكل فوكين.
- فسيفولود لاريونوف بدور سيرجي دياغيليف.
- جيمس فوكس بدور فيكتور داندري.
- ميخائيل كرابيفين بدور فاسلاف نغينسكاي.
- سفيتلانا توما بدور والدة آنا.
- بيوتر جوسيف بدور ماريوس بتيبا.
- إيغور ديميترييف بدور ليون باكست.
- جاك ديباري بدور كامي سان صانز.
- إيجور سكليار بدور سيرهي ليفار.
- ليونيد ماركوف بدور نيكولاي بيزوبرازوف.
- فسيفولود سافونوف بدور فلاديمير فريدريكس.
- روي كينير بدور البستاني.
- غالينا كرافشينكو